# Nanosat
O termo nanossatélite ou nanosat é usualmente aplicado para designar um satélite artificial  com uma massa menor do que 10 kg. Tal como ocorre com microssatélites, projetos envolvendo este tipo de satélite empregam múltiplos nanossatélites operando juntos ou em formação (algumas vezes o termo "swarm" é utilizado). Alguns projetos requerem um "satélite-mãe" maior para comunicação com os centros de controle no solo ou para lançamento e operações com nanossatélites.